# Hypogeum Ħal Saflieni
Hypogeum Ħal-Saflieni – podziemna budowla z około 2500 roku p.n.e. znajdująca się w miejscowości Paola na Malcie.
Dokładne przeznaczenie hypogeum pozostaje do dziś nieznane. Początkowo prawdopodobnie pełniło funkcję sanktuarium, później zaś podziemnej nekropolii.

## Historia odkrycia
Strop najwyższego poziomu podziemnej konstrukcji został odkryty przypadkowo, w trakcie prac budowlanych, w 1902 roku. Po trzech latach rozpoczęto prace wykopaliskowe pod nadzorem maltańskiego archeologa Emanuela Magri. Badacz zmarł jednak nagle w 1907 roku w Tunezji, a jego notatek nigdy nie odnaleziono.
Badania archeologiczne były jednak kontynuowane pod kierunkiem Temi Zammita. W 1980 roku podziemny kompleks został wpisany na listę światowego dziedzictwa UNESCO. W 1992 roku hypogeum zamknięto, gdyż tłumy zwiedzających zagrażały naskalnym malowidłom. Ponownie otwarto je dla turystów po wprowadzeniu dodatkowych zabezpieczeń w 2000 roku. Liczba odwiedzających jest jednak limitowana. Heritage Malta, państwowa organizacja opiekująca się zabytkami, zezwala na zwiedzenie hypogeum przez 80 osób każdego dnia.

## Opis budowli
Łączna powierzchnia wszystkich pomieszczeń podziemnej konstrukcji wynosi około 800 metrów kwadratowych. Znajdują się one na trzech poziomach, z których najniższy sięga 14 metrów poniżej poziomu gruntu. Cała budowla przetrwała do dziś w stanie prawie nienaruszonym. Wewnątrz znajdują się korytarze, hole, komory, nisze i stopnie, a także resztki malowideł ściennych.
Wiele form zachowanych w hypogeum przypomina naziemne świątynie neolityczne. Znajdują się tam menhiry, nisze trylityczne, kręgi kamienne i miejsca, gdzie przywiązywano zwierzęta ofiarne. Stropy hypogeum są nienaruszone, nie zachował się natomiast dach żadnej ze świątyń naziemnych. Dlatego odkrycie hypogeum umożliwiło archeologom wysunięcie nowych hipotez na temat dawnego kształtu neolitycznych maltańskich świątyń.

## Poziomy

### Poziom górny
Najwyższy i jednocześnie najstarszy poziom powstał około 3000 roku p.n.e. Przypomina grobowce znalezione w miejscowości Xemxija na Malcie. Część pomieszczeń umieszczono w naturalnych grotach, które zostały później powiększone przez człowieka. Podłoga górnego poziomu położona była poniżej poziomu ziemi, w zagłębieniu, ale nie miał on sklepienia. Dzięki temu wszystkie pomieszczenia najwyższego poziomu były oświetlone światłem słonecznym.

### Środkowy poziom
Gdy górny poziom okazał się niewystarczający, rozpoczęto budowę drugiego, środkowego poziomu. Obecnie sięga on 10 metrów poniżej poziomu ziemi. Odkryto na nim około 7 tysięcy ludzkich szkieletów, szczątki 20 tysięcy zmarłych, a także fragmenty biżuterii i ceramiki. Przedmioty te, według wierzeń, potrzebne były ludziom po śmierci. Na tym poziomie zachowały się najcenniejsze przykłady pomieszczeń imitujących formy architektoniczne – Główna Komnata, Komnata Wyroczni, Najświętsza spośród świętych.
Główna Komnata jest całkowicie wykutym w skale pomieszczeniem na planie koła. Zachowały się w nim liczne portale trylityczne. Część z nich jest ślepa, zaś pozostałe prowadzą do innych komnat. Większość powierzchni ścian pokrywają czerwone malowidła wykonane ochrą.
W Głównej Komnacie znaleziono tzw. śpiącą damę, nazywaną też śpiącą kapłanką, figurkę kobiety z małą głową i otyłym ciałem, leżącą na łóżku z głową opartą na poduszce. Prawdopodobnie używana była w dawnych rytuałach związanych z kultem płodności. Figurka ta, podobnie jak inne, przedstawienia otyłych kobiet znalezione w hypogeum, znajduje się obecnie w Narodowym Muzeum Archeologii w Valletcie. Umieszczono tam również zbiór ceramiki z geometrycznymi ornamentami oraz liczne ozdoby, m.in. naszyjnik wykonany z muszli i korali, znalezione w podziemnej nekropolii.

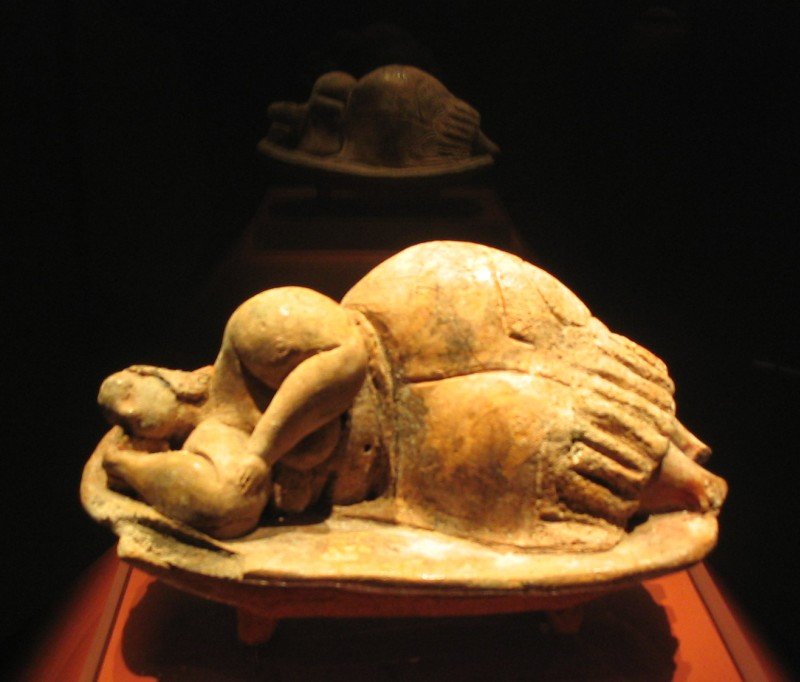
Śpiąca Dama, Narodowe Muzeum Archeologii, Valletta

Komnata Wyroczni jest pomieszczeniem na planie zbliżonym do prostokąta. Jedno z najmniejszych pomieszczeń hypogeum cechuje się wyjątkowo dobrą akustyką. Niskie dźwięki, odpowiadające głosowi męskiemu, odbijają się echem, natomiast wysokie, o częstotliwościach zbliżonych do głosu kobiecego, nie wywołują takiego efektu. Obecnie przypuszcza się, że w czworobocznej niszy tej komnaty kapłani interpretowali sny. Sklepienie komnaty pokrywają dobrze zachowane malowidła wykonane z ochry w kształcie okrągłych plam.
Zdobiona Komnata została wybudowana, podobnie jak Komnata Główna, na planie koła. Jej ściany, lekko pochylone do wewnątrz, są najdokładniej wygładzone w całym kompleksie. Zdobią je geometryczne malowidła ścienne. Na jednej ze ścian wykuto przedstawienie ludzkiej ręki.
Komnata Najświętsza spośród świętych zawiera najcenniejszą formę imitującą architekturę w całym hypogeum. Jest nią portal trylityczny otoczony dwoma większymi imitacjami trylitów, z których każdy otacza całkowicie mniejszy trylit zamknięty w jego wnętrzu. Na ścianach zachowały się również ślady ochry. Ponieważ czerwień była kolorem symbolizującym krew, śmierć i ofiarę, przypuszczalnie jest to miejsce pochówku i jednocześnie sanktuarium.
Dół Węży jest głębokim na 2 metry zagłębieniem, które mogło służyć jako miejsce przetrzymywania węży przez kapłanów lub schowek na jałmużnę.

### Dolny poziom
Ze środkowego poziomu schody prowadzą na poziom dolny. Nie znaleziono na nim szczątków ludzkich, dlatego przypuszcza się, iż pełnił on funkcję magazynu na wodę lub zboże.